# 富埃戈火山
富埃戈火山（西班牙語：Volcán de Fuego），直譯為火火山（Volcano of Fire），是危地馬拉的活火山，毗鄰著名古城安地瓜，火山活動維持在低水平，火山口每天噴出煙霧，但很少發現大型火山爆發。2007年8月9日曾爆發，噴出熔岩、石頭和火山灰。2018年6月3日发生有紀錄以來最強的一次喷发，噴出黑煙和熔岩，迫使首都拉奧羅拉國際機場（La Aurora）關閉唯一跑道；當局稱至少109人喪生、多人受傷或失蹤。

## 历史噴發
2012年9月13日危地马拉富埃戈火山剧烈喷发，超3万人紧急撤离。
2018年6月及11月、2021年9月23日、2022年12月11日、2023年5月4日皆有爆發紀錄。

## 圖片

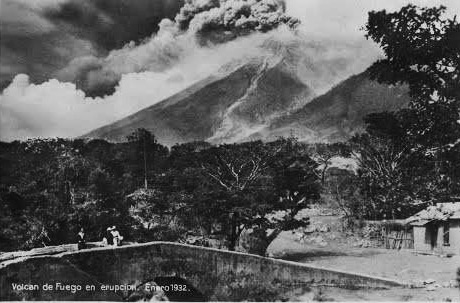
1932年的噴發
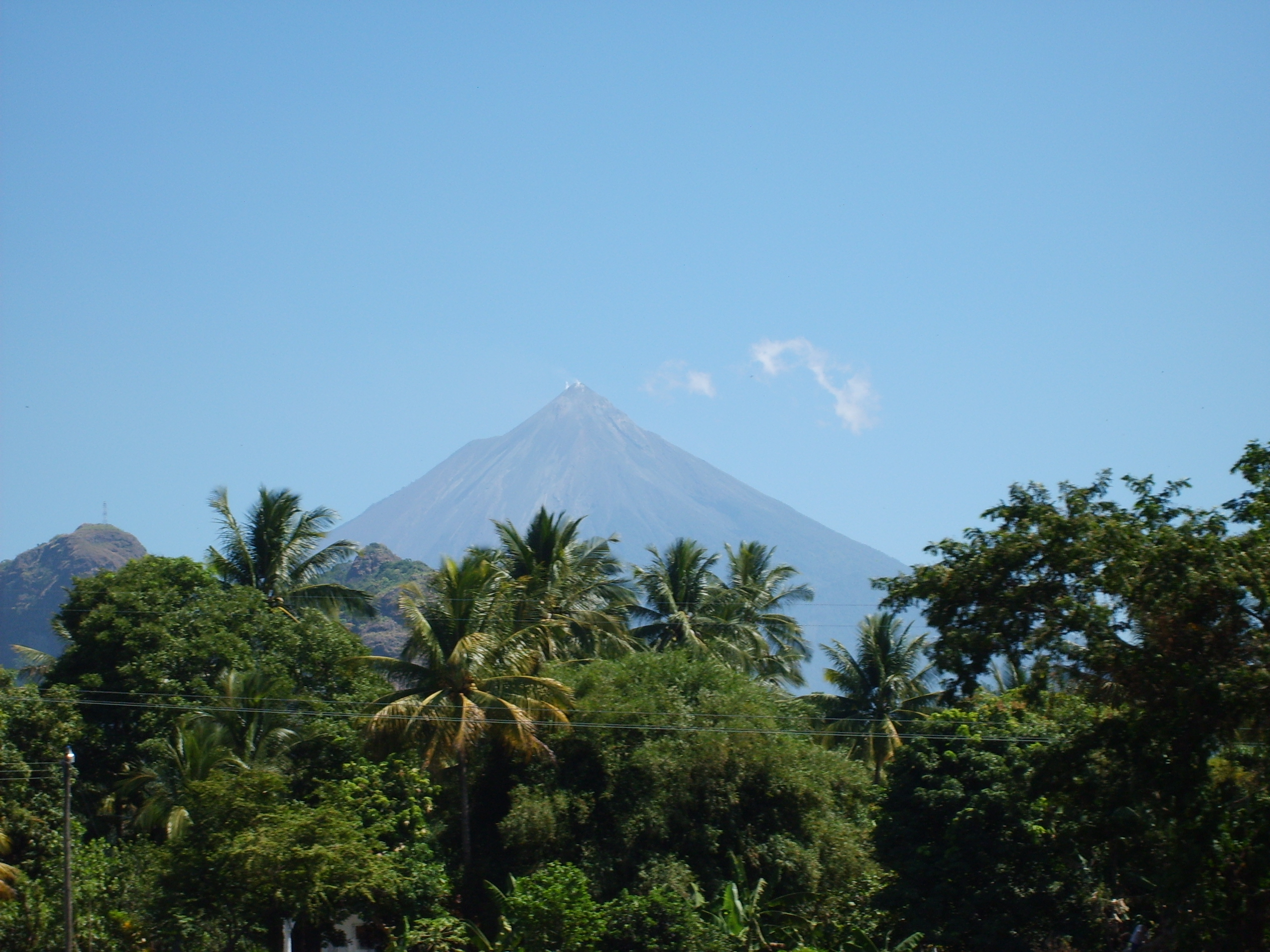
2007年的噴發
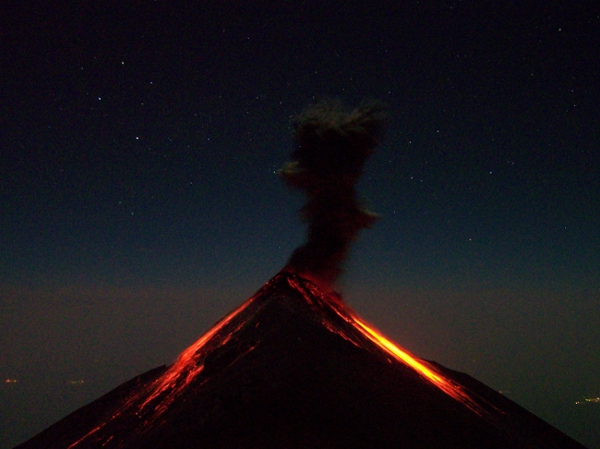
從阿卡特南戈火山眺望富埃戈火山，2006
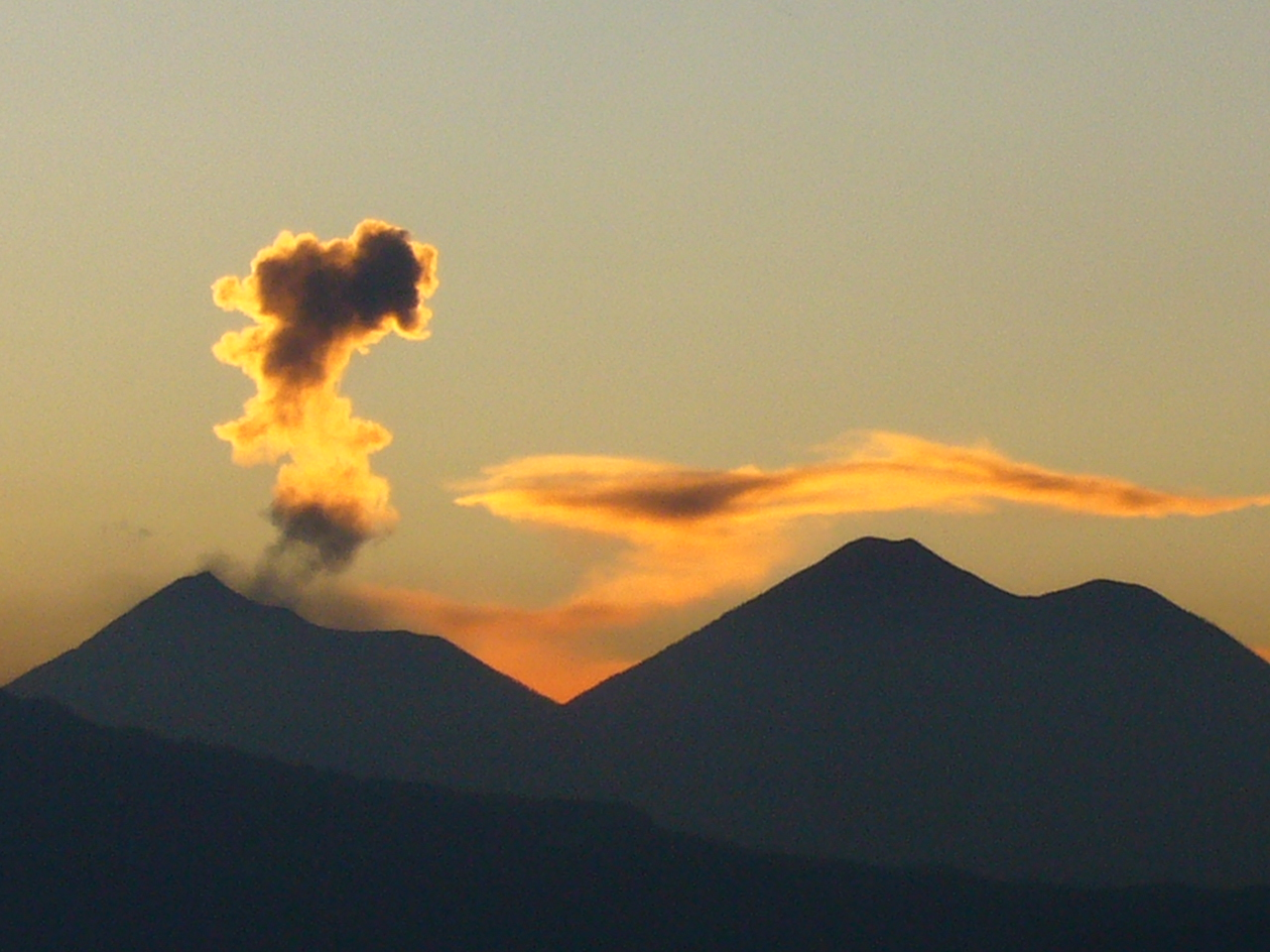
富埃戈火山與阿卡特南戈火山，2009
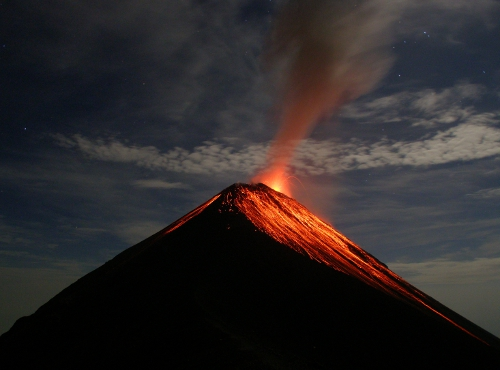
2011年的噴發
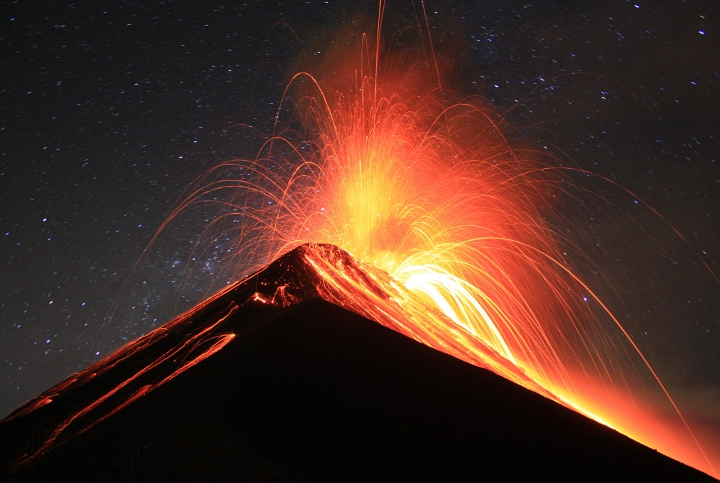
2013年的噴發
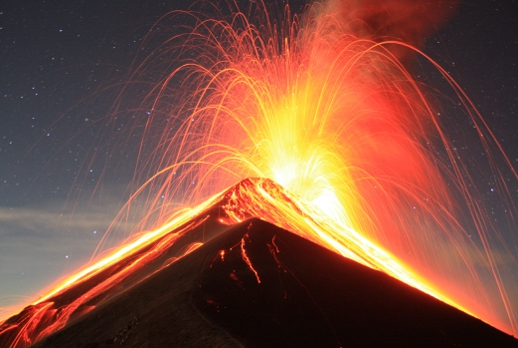
2013年的噴發
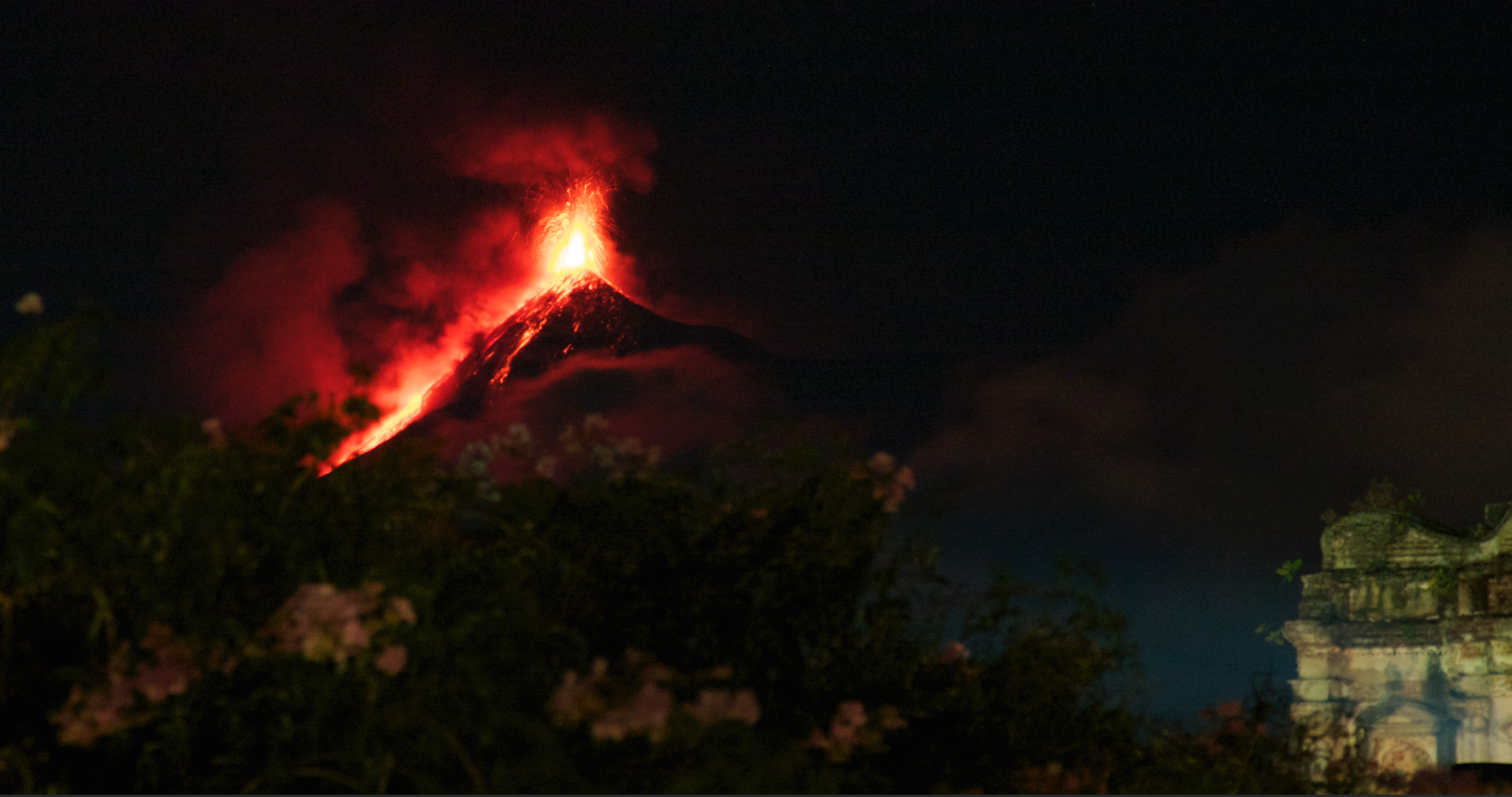
2016年的噴發
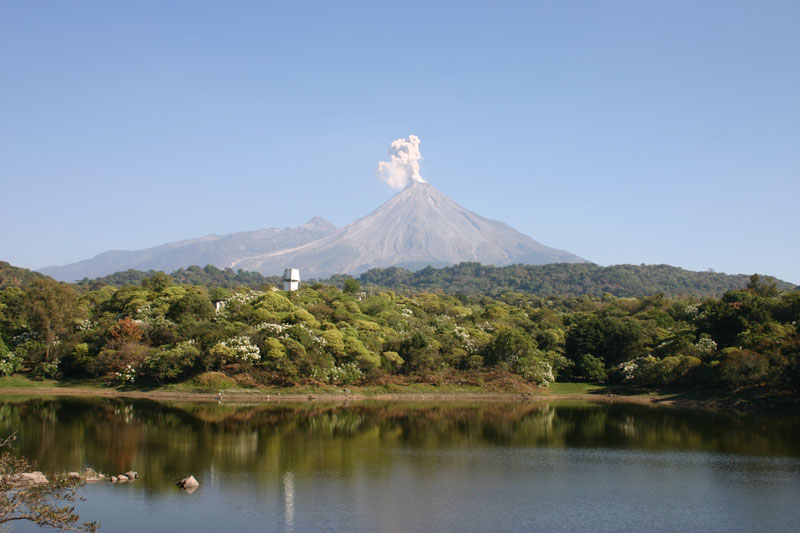
2018年的噴發
富埃戈火山立體模型